# Raychem
Raychem Corporation fu fondata a Menlo Park/Redwood City, California nel 1957 da Paul M. Cook, James B. Meikle, e Richard W. Muchmore.

## Storia
Il nome originale fu RayTherm Wire and Cable e poi una sussidiaria a nome RayClad Tubes. La società cambiò nome per non confondersi con la Raytheon. La società fu uno spin-off da SRI International, e i prodotti furono cavi e fili per uso militare e aerospazio. Questo fu l'uso di chimica delle radiazioni per la prima volta in ambito commerciale industriale. La società inventò film termoretraibile per applicazioni elettroniche.
Dal 1980 la società si espanse in 30 nazioni, e venne menzionata nella Fortune 500. Una della società più veloci in crescita dell'epoca degli USA. La società ebbe solo quattro CEO fino all'acquisto della stessa da parte di Tyco International nel 1999. I CEO furono Paul Cook (fondatore), Bob Halperin, (secondo di Cook), Bob Saldich (Raychem executive, che diede vita a RayNet) e Dick Kashnow, responsabile vendite Tyco International.
Il fatturato fu di 2 miliardi di US$ al momento della vendita. La società inventò e brevettò diversi sistemi tecnologici: PolySwitch PPTC, e il touch screen, Elo TouchSystems.
| Year | Fortune 500 Rank |
| ---- | ---------------- |
| 1980 | 547              |
| 1981 | 490              |
| 1982 | 461              |
| 1983 | 435              |
| 1984 | 413              |
| 1985 | 405              |
| 1986 | 394              |
| 1987 | 359              |
| 1988 | 341              |
| 1989 | 315              |
| 1990 | 326              |
| 1991 | 317              |
| 1992 | 290              |
| 1993 | 295              |
| 1994 | 293              |

## Legami
Molti prodotti portano il marchio Raychem; Tyco International la divise in tre società nel 2007: Tyco International, TE Connectivity (Formerly Tyco Electronics) e Covidien. Nel 2012, Tyco International vende Tyco Thermal Controls a Pentair plc. Rinominata Pentair Thermal Management, il gruppo continua a vendere prodotti a marchio Raychem. TE Connectivity vende anche prodotti originali Raychem (PolySwitch Devices, Elo TouchSystems, SolderSleeve Devices, etc.).